# Didontogaster cordylina
Didontogaster cordylina är en ringmaskart som beskrevs av Thompson 1979. Didontogaster cordylina ingår i släktet Didontogaster, klassen havsborstmaskar, fylumet ringmaskar och riket djur. Inga underarter finns listade i Catalogue of Life.